# PPP1R1B
فوسفاتاز البروتين 1 الوحدة الفرعية المنظمة 1ب (PPP1R1B) ويُعرف كذلك باسم فوسفوبروتين عصبوني منظم بكامپ والدوبامين (DARPP-32) هو بروتين يرمّز لدى البشر بواسطة الجين PPP1R1B. اكتُشف بواسطة بول غرينغارد وزملائه.

## الوظيفة
تلعب عصبونات وسط الدماغ دوبامينة الفعل دورا حاسما في تعدد وظائف الدماغ. التأشير غير الطبيعي عبر المسارات دوبامينية الفعل له صلة بالعديد من الاضطرابات العصبية والنفسية الكبيرة. أحد أهداف تأثيرات الدوبامين التي دُرست جيدا هو PPP1R1B. يُعبر في الجسم المخطط الجرذي كثيف التعصيب بعصبونات الدوبامين والغلوتامات عن PPP1R1B في العصبونات الشوكية المتوسطة التي يُعبر فيها عن مستقبلات الدوبامين د1 كذلك. يبدو أن وظيفة PPP1R1B تنظَّم بواسطة تحفيز المستقبل. ينظم كلا التحفيزين دوباميني الفعل وغلوتاماتي الفعل لمستقبل نمدا مدى فسفرة PPP1R1B لكن في اتجاهين متضادين. تحفيز مستقبل الدوبامين د1 يحسن تكوُّن كامپ وينتج عنه فسفرة PPP1R1B، (هذا محل خلاف حيث تزعم أبحاث حديثة أن التأشير بكامپ يسبب إزالة فسفرة PPP1R1B) بروتين PPP1R1B المفسفر هو مثبط قوي لفوسفاتاز البروتين 1 الوحدة الفرعية المحفزة ألفا PPP1CA [الإنجليزية]. يرفع تحفيز مستقبل نمدا مستويات الكالسيوم داخل الخلوي ويؤدي ذلك إلى تنشيط كالسينورين [الإنجليزية] وإزالة فسفرة PPP1R1B المفسفر، وبذلك ينقص نشاطه المثبط للفوسفاتاز-1. PPP1R1B حاسم للدونة المشبكية في الجسم المخطط المعتمدة على الدوبامين، ربما من خلال العمل كآلية تبويب معتمدة على الدوبامين للتأشير بالكالسيوم وكامك2. PPP1R1B إلى جانب ARPP-21 [الإنجليزية] يمكن أن يكون لهما دور في ضرورة أن تكون إشارات الإدخال قريبة زمنيا وبترتيب محدد ( الكالسيوم وبعده الدوبامين) في الجسم المخطط ليحدث إدماج هذه التأشيرات.

## التنظيم
ينظم عامل التغذية العصبية المستمد من الدماغ التعبير عن PPP1R1B. واقتُرح أن مسار كيناز البروتين ب [الإنجليزية] ومسار كيناز معتمد على السيكلين 5/ منشط 1 للكيناز المعتمد على السيكلين 5 [الإنجليزية] قد يكون لهما دور في تنظيم التعبير عنه كذلك. اقتُرح كذلك أن مستشعر الكالسيوم العصبوني 1  [الإنجليزية] يعدل التعبير عن PPP1R1B.